# Giovanni Battista Quagliata

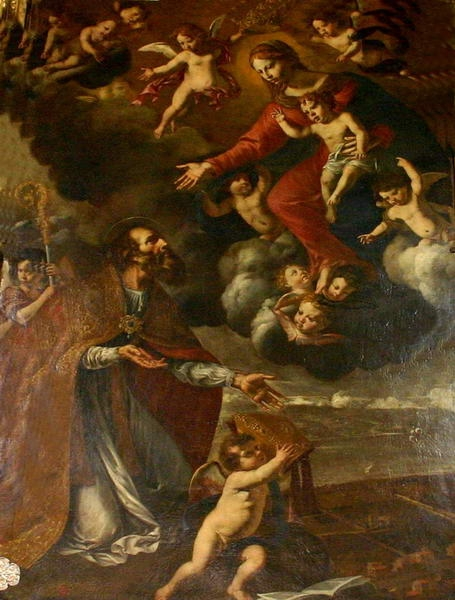
Die Gottesmutter erscheint dem Hl. Paulinus. Altargemälde in der Kirche Santa Rita.

Giovanni Battista Quagliata (* 1603 in Messina; † 1673 in Messina) war ein italienischer Maler und Architekt des Barock auf Sizilien.

## Leben
Quagliata war einer der wichtigsten Barockkünstler in Messina. Sein Vater war der weniger bekannte Maler Giovanni Domenico Quagliata, der gegen Ende des 16. Jahrhunderts in Rom tätig war und kurz vor 1600 in das aufblühende Messina übersiedelte. Dort heiratete er Francesca LeDonne, und seine beiden Söhne Andrea Quagliata (* 1594 oder 99; † um 1660) und Giovanni Battista wurden geboren. Während Andrea vom Vater in Malerei unterwiesen wurde und schon bald selbständig tätig war, wurde Giovanni Battista von den Eltern in Literatur und Philosophie unterrichtet. Mit dem Tod des Vaters musste er den Bruder bei seiner künstlerischen Arbeit unterstützen. Hier zeigte er sich sehr begabt, so dass ihm seine Heimatstadt ein Stipendium in der römischen Werkstatt von Pietro Berettini, genannt Pietro da Cortona ermöglichte. Schon bald arbeitete er selbständig für kirchliche und private Auftraggeber und wurde Mitglied der Accademia di San Luca. Im Alter von 24 Jahren heiratete er die Römerin Cinzia Conticelli.
Gegen 1640 kehrte er nach Messina zurück und erhielt dort zahlreiche Aufträge für Fresken und Tafelbildern die in der stilistischen Tradition seines Lehrmeisters Pietro da Cortona standen. Nach dem Tod seiner Frau Cinzia heiratete er Flavia Alias, die Schwester des Jesuitenpaters und Mathematikers Vincenzo Alias. Um 1650 nahm der Vizekönig von Sizilien Juan José de Austria (1649–51), bei ihm Kunstunterricht. Wohl aus der Freundschaft, die sich zwischen Vizekönig und Maler entwickelte, wurde Quagliata von ihm geadelt, durfte ein Wappen führen und erhielt etwas Land in der Gegend von Forza d’Agrò.
Die meisten Werke von Giovanni Battista Quagliata in Messina und Umgebung wurden durch die schweren Erdbeben von 1783 und 1908 sowie durch die alliierten Bombenangriffe von 1943 schwer beschädigt oder gingen verloren.

## Werke
- Geburt der Jungfrau Maria. Altarbild in der Santa Maria di Costantinopoli (Rom)
- Opferung der Polissena. Kunsthandel Franco Semenzato, Venedig 24. März 1991, Verbleib unbekannt
- Sankt Paulinus (von Nola) erscheint die Jungfrau Maria. Gemälde Chiesa di San Paolino (Messina)
- SS. Cosmas e Damiano: Gemälde im Dom von (Fiumedinisi)
- Tod des hl. Josef: Gemälde in der S. Giacomo (Capizzi)
- Madonna dell’Idria mit zwei Mönchen. Gemälde Chiesa S.M. della Visitazione (Barcellona Pozzo di Gotto)
- Tribunafresken im Dom von Messina (1639) wurden beim Erdbeben von 1908 schwer beschädigt und bei der Bombardierung durch die Alliierten 1943 völlig zerstört. Teile davon wurden rekonstruiert.